# Sitzpinkler
Sitzpinkler ist das siebte Studioalbum der österreichischen Punkrockband Drahdiwaberl. Es erschien 2004.

## Produktion
Wie sein Vorgängeralbum Torte statt Worte knüpft Sitzpinkler stark an die damalige blau/schwarze Regierung Österreichs an. Diesmal jedoch ist nicht nur die österreichische Regierung das Ziel, sondern auch andere Politiker, die Aufsehen erregten. Gusch Bush! beispielsweise befasst sich mit dem damaligen Präsidenten der USA, George W. Bush. Ich will endlich Papst werden handelt vom Verhalten der Katholischen Kirche damals und heute. Das Album widmet sich zudem dem Thema Rassismus und der damaligen Regierungssituation in Österreich, was insbesondere in den Songs Wenn ich Präsident bin und Streik! zur Geltung kommt.
Des Weiteren gibt es eine von Stefan Weber handsignierte, auf 500 Stück limitierte Version mit 5 Bonustracks. Obwohl Sitzpinkler – im Gegensatz zu seinen beiden Vorgängern – nicht out of print ist, wird es dennoch äußerst selten zum Verkauf angeboten und ist meist nur auf Nachfrage erhältlich.

## Titelliste
1. Sitzpinkler
2. Wenn ich Präsident bin
3. Die Unschuld vom Lande
4. Heast, Franz!
5. Die wilde Hilde
6. Streik!
7. Wundertüte
8. Das rosarote Punkershirt
9. Kreislaufkollaps
10. Ich will endlich Papst werden
11. Gusch, Bush!
12. Parkinsonblues

### Bonustracks auf der limitierten Version
1. Twenshop Blues
2. Foppish Girl
3. Law & Order Man
4. Scheiß-CD
5. Mad Cat Sadie (Live)

## Rezeption
- ARGEkultur (Salzburg): „Publikumsbeschmutzung und messerscharfer Hardrock, schnörkellos und anarchisch.“[1]